# Sketches for My Sweetheart the Drunk
Sketches for My Sweetheart the Drunk è il secondo album di Jeff Buckley, pubblicato postumo nel 1998.

## Descrizione
Rimasto incompiuto a causa della sua morte, avvenuta in modo prematuro nel 1997. L'opera prevedeva due album, pubblicati poi postumi impiegando i demo che l'artista aveva inciso prima di morire. Il nome che Buckley aveva scelto per l'album era My Sweetheart the Drunk ma, in sede di pubblicazione, fu aggiunto Sketches for ("abbozzi per") proprio per sottolineare la natura incompiuta dell'opera.
L'album fu prodotto da Nicholas Hill e Tom Verlaine (ex Television) che dichiarò di considerarlo un album eccellente. La cura e la distribuzione dell'album sono state portate avanti dalla Columbia Records e da Mary Guibert, madre dell'artista, che dalla sua morte ha gestito la sua eredità artistica.
Il tema predominante dell'album è l'amore. Le tracce dei due album sono infatti quasi tutte incentrate su questo tema, così caro a Buckley e da lui trattato in maniera sempre anticonvenzionale.

## Tracce
Disco 1
Testi e musiche di Jeff Buckley, eccetto dove indicato.
1. The Sky is a Landfill – 5:09 (Jeff Buckley, Michael Tighe)
2. Everybody Here Wants You – 4:46
3. Opened Once – 3:29
4. Nightmares by the Sea – 3:53
5. Yard of Blonde Girls – 4:07 (Audrey Clark, Lori Kramer, Inger Lorre)
6. Witches' Rave – 4:40
7. New Year's Prayer – 4:40
8. Morning Theft – 3:39
9. Vancouver – 3:12 (Jeff Buckley, Mick Grondahl, Michael Tighe)
10. You and I – 5:39

Durata totale: 43:14
Disco 2
1. Nightmares by the Sea [Original Mix] – 3:49
2. New Year's Prayer [Original Mix] – 4:10
3. Haven't You Heard – 4:07
4. I Know We Could Be So Happy, Baby (If We Wanted to Be) – 4:27
5. Murder Suicide Meteor Slave – 5:55
6. Back in N.Y.C. – 7:37 (Tony Banks, Phil Collins, Peter Gabriel, Steve Hackett, Mike Rutherford)
7. Gunshot Glitter – 5:34
8. Demon John – 5:13 (Jeff Buckley, Michael Tighe)
9. Your Flesh Is So Nice – 3:37
10. Jewel Box – 3:37
11. Satisfied Mind – 6:00 (Red Hayes, Jack Rhodes)

Durata totale: 54:06
Traccia bonus nella versione giapponese
1. Thousand Fold – 3:25

L'edizione americana del disco 2, non include la traccia 7 (Gunshot Glitter).

## Classifiche

### Album
| Classifica    | Posizione |
| ------------- | --------- |
| Stati Uniti   | 64        |
| Australia     | 1         |
| Belgio        | 13        |
| Francia       | 6         |
| Paesi Bassi   | 62        |
| Nuova Zelanda | 7         |
| Norvegia      | 10        |
| Svezia        | 29        |
| Regno Unito   | 7         |

### Singolo
| Anno | Singolo                  | Classifica             | Posizione |
| ---- | ------------------------ | ---------------------- | --------- |
| 1998 | Everybody Here Wants You | ARIA Charts            | 35        |
| 1998 | Everybody Here Wants You | Official Singles Chart | 43        |

## Formazione
- Jeff Buckley - voce, chitarra
- Michael Tighe - chitarra
- Mick Grondahl - basso
- Eric Eidel - batteria
- Parker Kindred - batteria
- Benjamin Goldstein - ?
- Chris Theodore - ?